# شاپور رازی
شاپور رازی از افسران ارتش ایران از خاندان مهران در دوران ساسانیان بود که مدت کوتاهی از ۴۸۳ تا ۴۸۴ مرزبان ارمنستان ساسانی بود. شاهنامه فردوسی وی را از نوادگان مهرک نوش‌زاد برمی‌شمارد.
در شاهنامه فردوسی از شاپور رازی به عنوان یکی از پهلوانان ایرانی از شهر ری در دوره قباد یکم یاد می‌کند، که پس از این که سوفزای به خاطر خردسالی قباد یکم همه امور را در سیطره خود داشت، قباد یکم وی را فراخواند تا با  سوفزای مقابله کند.
| بدو گفت فرزانه مندیش زین     |  | که او شهریاری شود بآفرین   |
| تو را بندگانند و سالار هست   |  | که سایند بر چرخ گردنده دست |
| چو شاپور رازی بیاید ز جای    |  | بدرد دل بدکنش سوفزای       |
| شنید این سخن شاه و نیرو گرفت |  | هنرها بشست از دل آهو گرفت  |
| همانگه جهاندیده‌ای کیقباد     |  | بفرمود تا برنشیند چو باد   |
| به نزدیک شاپور رازی شود      |  | برآواز نخچیر و بازی شود    |
| هم اندر زمان برنشاند ورا     |  | ز ری سوی درگاه خواند ورا   |
| دو اسبه فرستاده آمد به ری    |  | چو باد خزانی به هنگام دی   |
| چو دیدش بپرسید سالار بار     |  | وزو بستد آن نامهٔ شهریار    |
| بیامد به شاپور رازی سپرد     |  | سوار سرافراز را پیش برد    |
| برو خواند آن نامهٔ کیقباد     |  | بخندید شاپورمهرک نژاد      |